# Peter Lines
Peter Lines (Leeds, 11 de diciembre de 1969) es un jugador de snooker inglés.

## Biografía
Nació en la ciudad inglesa de Leeds en 1969. Es jugador profesional de snooker desde 1991. No se ha proclamado campeón de ningún torneo de ranking, y su mayor logro hasta la fecha fue alcanzar las semifinales del Paul Hunter Classic de 2018, en las que cayó derrotado (3-4) ante Kyren Wilson. Tampoco ha logrado hilar ninguna tacada máxima, y la más alta de su carrera está en 145. Es padre del también jugador profesional Oliver Lines.